# 북일고등학교
북일고등학교(北一高等學校)는 대한민국 충청남도 천안시 동남구 신부동에 있는 자율형 사립 고등학교이다.

## 학교 연혁
- 1975년 5월 31일 : 학교법인 천안북일학원 설립 허가(설립자 및 초대 이사장 현암 김종희 선생)
- 1975년 11월 14일 : 천안북일고등학교 설립허가
- 1975년 12월 1일 : 초대 교장 권혁조 선생 취임
- 1976년 3월 6일 : 개교 및 제1회 입학식
- 1977년 3월 5일 : 야구부 창단
- 1977년 9월 24일 : 실내체육관 및 대강당 준공
- 1979년 1월 10일 : 제1회 졸업식
- 1979년 5월 15일 : 야구장 준공
- 1981년 8월 1일 : 제2대 김승연(한화그룹 회장) 이사장 취임
- 1996년 3월 6일 : 기숙사(여송학사) 준공
- 2002년 12월 12일 : 별관동(3층) 신축
- 2009년 3월 2일 : 북일고등학교로 교명 변경
- 2009년 7월 31일 : 자율형 사립학교 지정
- 2019년 3월 20일 : 제4대 이경재 이사장 취임
- 2023년 3월 1일 : 제10대 교장 백웅현 선생 취임
- 2024년 2월 7일 : 제46회 졸업식(졸업생 총수 23,367명)
- 2024년 3월 6일 : 제49회 입학식(358명)

## 참고 자료
- 북일고등학교 - 한국교육학술정보원 학교알리미